# 宋元以来俗字譜
宋元以来俗字譜（そうげんいらいぞくじふ）は、中華民国中央研究院歴史語言研究所が1930年に出版した異体字字典。劉復、李家瑞編。

## 概要
宋・元・明・清の時代に刊行された12の民間刊本で使用されている漢字のうち、略字（俗字）で表記されているものだけを集めて一覧にした漢字表。1500字程度の漢字を部首・画数順に配して表の最上段に「正楷」として字体を掲げ、その下の12段に各出典に現れる対応する俗字を並べる形でまとめられている。全体として延べ6200字余の俗字が収録されている。
字体の研究において重要な資料の一つに数えられる。また、本書の1930年発行当時、中国では漢字の簡化運動が盛んであり、その後1950年代の簡体字に本書収録文字と一致するものが多く見られる。日本の当用漢字・常用漢字における新字体にも同様に一致するものが多く、中世以降に中国大陸から入ってきた字体の来歴が窺える。